# Cantone di Grenade-sur-l'Adour
Il Cantone di Grenade-sur-l'Adour era una divisione amministrativa dell'arrondissement di Mont-de-Marsan.
È stato soppresso a seguito della riforma complessiva dei cantoni del 2014, che è entrata in vigore con le elezioni dipartimentali del 2015.
Comprendeva i comuni di:
- Artassenx
- Bascons
- Bordères-et-Lamensans
- Castandet
- Cazères-sur-l'Adour
- Grenade-sur-l'Adour
- Larrivière-Saint-Savin
- Lussagnet
- Maurrin
- Saint-Maurice-sur-Adour
- Le Vignau